# Кзыл-Уракчи
Кзыл-Уракчи — деревня в Алексеевском районе Татарстана. Входит в состав Ерыклинского сельского поселения.

## География
Находится в западной части Татарстана на расстоянии приблизительно 42 км по прямой на юг от районного центра Алексеевское у речки Малый Черемшан.

## История
Основана в 1920-х годах.

## Население
Постоянных жителей было: в 1926 — 36, в 1938 — 293, в 1949 — 189, в 1958 — 147, в 1970 — 153, в 1979 — 133, в 1989 — 129, в 2002 — 126 (татары 98 %), 117 — в 2010.